# Cmentarz wojenny nr 153 – Siedliska
Cmentarz wojenny nr 153 w Siedliskach – zabytkowy cmentarz z okresu I wojny światowej znajdujący się w Siedliskach w powiecie tarnowskim, w gminie Tuchów. Jeden z zachodniogalicyjskich cmentarzy wojennych zbudowanych przez Oddział Grobów Wojennych C. i K. Komendantury Wojskowej w Krakowie. W VI okręgu tarnowskim cmentarzy tych jest 63.

## Lokalizacja
Cmentarz znajduje się przy bocznej drodze odchodzącej od stacji kolejowej w Siedliskach na północny zachód, na wzgórze Wał. Drogą tą prowadzi znakowany szlak rowerowy. Cmentarz znajduje się w odległości około 200 m od stacji, pomiędzy domami, na skarpie po prawej stronie tej drogi. Wejście na niewielki cmentarz prowadzi schodami.

## Opis

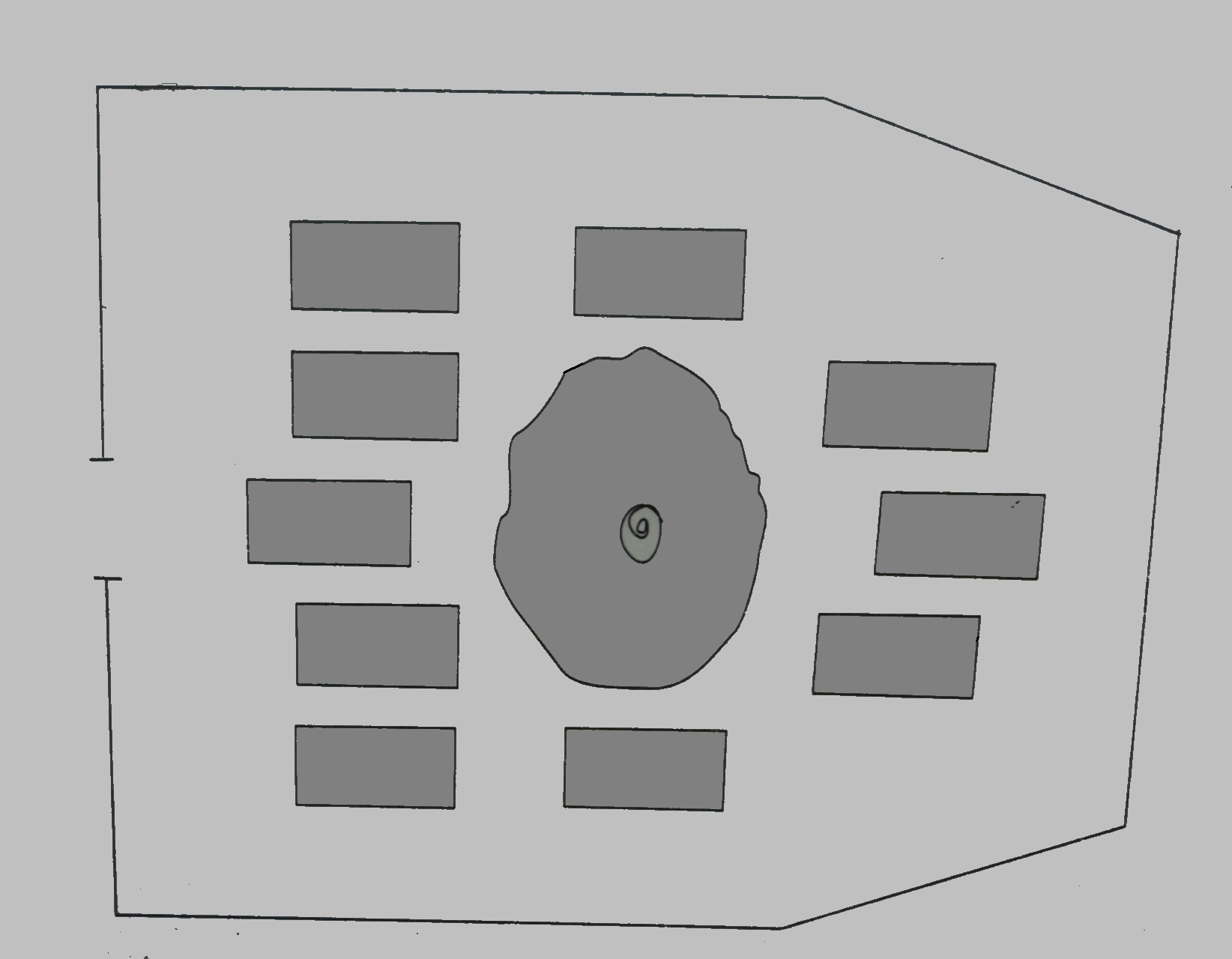
Plan cmentarza przed remontem w 1997 roku

Cmentarz zaprojektowany został przez Heinricha Scholza. Ogrodzono go drewnianym płotem, w którym między dwoma betonowymi słupkami zamontowano drewnianą jednoskrzydłową furtkę.
Na cmentarzu o powierzchni 80 m² znajduje się 10 nagrobków. Zostały wykonane w formie drewnianych stel – kapliczek, które wieńczą małe krzyże łacińskie lub lotaryńskie. Na stelach zamocowano owalne, emaliowane tabliczki z imiennymi inskrypcjami.
Pierwotnie pomnik centralny stanowiło duże drzewo rosnące na środku. Z upływem czasu cmentarz uległ jednak całkowitemu zniszczeniu. Odremontowano go w 1997 roku. Drzewa na środku cmentarza już nie ma.
W pojedynczych mogiłach pochowano tu pięciu żołnierzy armii rosyjskiej i pięciu żołnierzy armii austro-węgierskiej.